# 渔亮子组
渔亮子组是位于中国黑龙江嘉荫县、孙吴县一带的上白垩世地层，1979年由黑龙江第一区域地质调查大队马万昌等命名。该地层以灰绿、黄色砂砾岩、含砾砂岩、粉砂岩为主，间夹。